# China Eastern Airlines

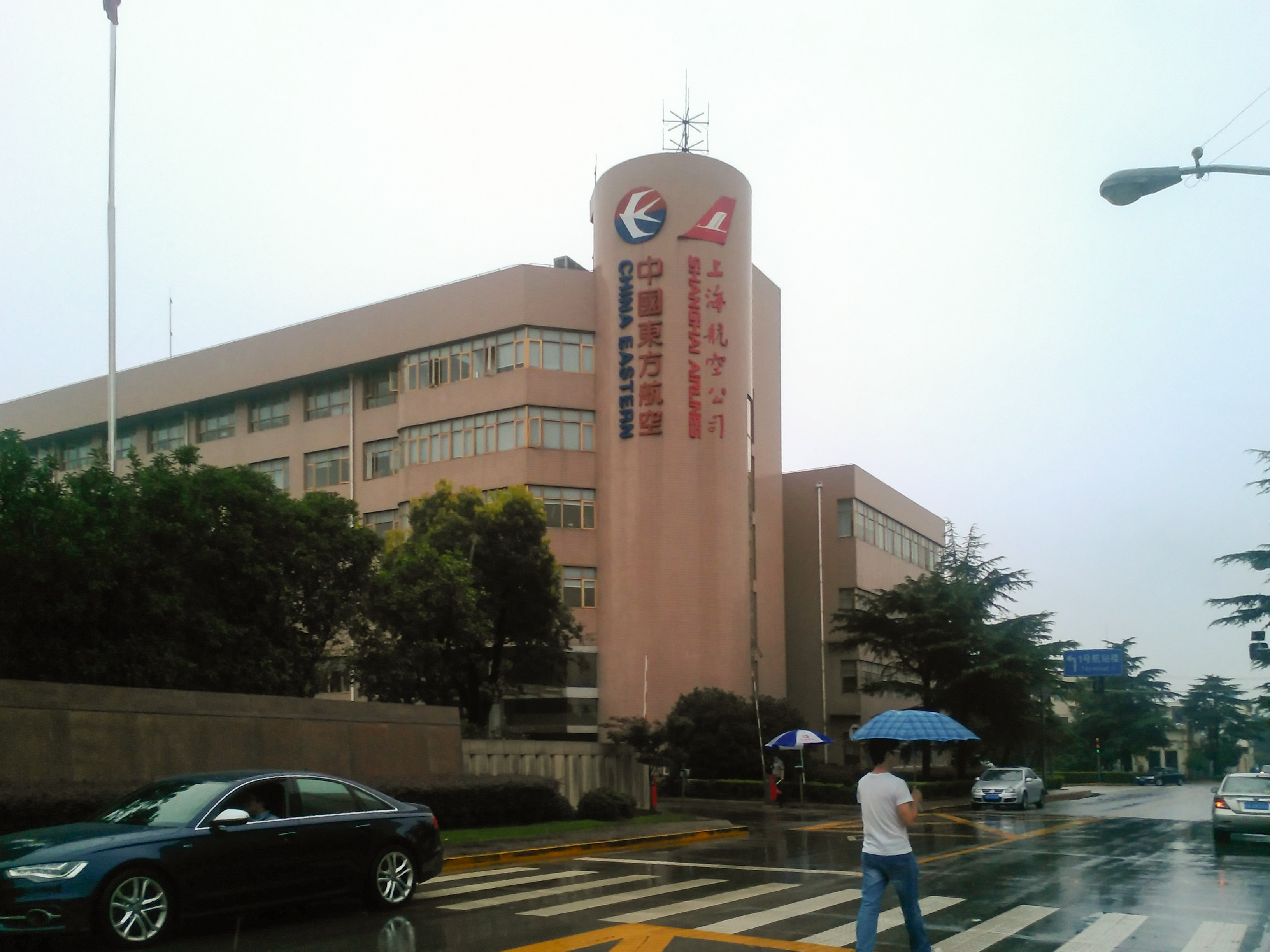
Het hoofdkantoor van China Eastern Airlines/Shanghai Airlines

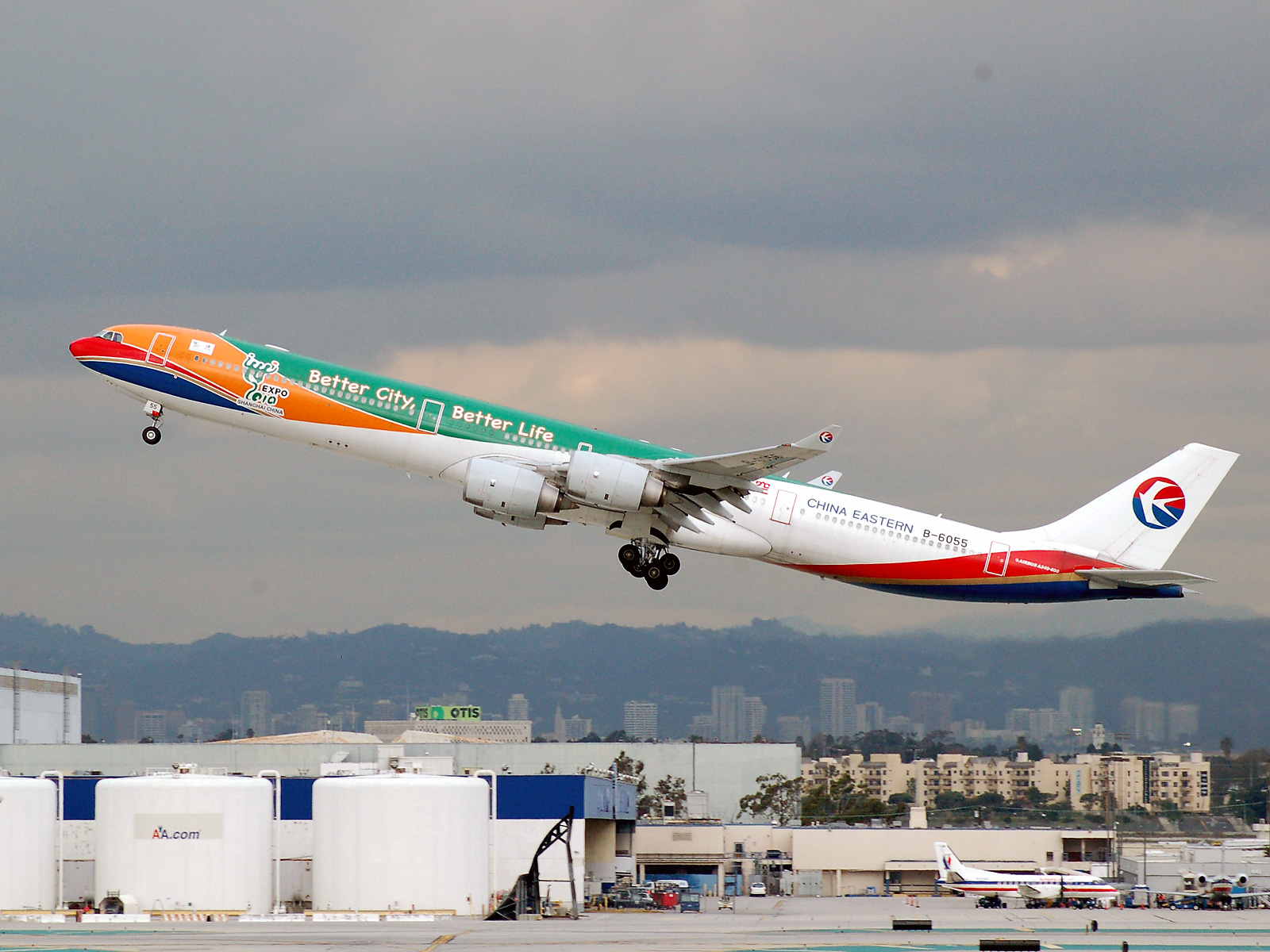
Een Airbus A340-600 gespoten in de kleuren van de Expo 2010, die in thuisstad Shanghai gehouden wordt

China Eastern Airlines (Traditioneel Chinees: 中國東方航空股份有限公司, Vereenvoudigd Chinees: 中国东方航空股份有限公司, Pinyin: Zhōngguó Dōngfāng Hángkōng Gǔfèn Yǒuxiàn Gōngsī) is een luchtvaartmaatschappij uit de Volksrepubliek China met als thuisbasis luchthaven Shanghai Pudong in Shanghai. De naam wordt vaak afgekort tot China Eastern.

## Geschiedenis
China Eastern Airlines is opgericht in 1988 door CAAC als de regionale luchtvaartmaatschappij voor de regio Shanghai. Het vormde in 1993 twee dochterondernemingen in Jiangsu en Quilu. In 1997 was het de eerste Chinese luchtvaartmaatschappij met een beursnotering, de aandelen staan genoteerd aan de beurzen van Shanghai, Hongkong en New York. China Yunnan Airlines en China Northwest Airlines fuseerden met China Eastern Airlines in 2002. In de zomer van 2011 heeft China Eastern zich bij SkyTeam aangesloten.
In juli 2017 werd bekend dat Delta Air Lines en China Eastern Airlines elk een aandelenbelang van 10% in Air France-KLM gaan nemen. Met de verkoop haalt Air France-KLM 750 miljoen euro op. Verder mogen Chinese Eastern en Delta elk een lid voordragen in de raad van commissarissen van Air France-KLM.
Per april 2020 bestond de vloot uit 566 vliegtuigen met een gemiddelde leeftijd van 6,8 jaar. In 2017 vervoerde de maatschappij 111 miljoen passagiers, waarmee de luchtvaartmaatschappij op de 7e plaats staat van alle maatschappijen wereldwijd. Het binnenlands vervoer is veruit het meest belangrijk, internationaal werden 15 miljoen passagiers vervoerd. Op 31 december 2017 had de groep 75.277 medewerkers in dienst van wie het grootste deel werkzaam is in de Volksrepubliek China.
Per eind 2017 waren de twee grootste aandeelhouders CEA Holding met 38% van de aandelen en CES Global met een belang van 18,1%. CES Global heeft CEA Holding als enige aandeelhouder waardoor CEA Holding in totaal zo'n 56% in handen heeft. Delta Air Lines, Inc. had een belang van 3,2%.

## Vloot
De vloot van China Eastern, met een gemiddelde leeftijd van 6,8 jaar, bestaat in april 2020 uit de volgende toestellen:
- 35 Airbus A319-100
- 180 Airbus A320-200
- 37 Airbus A320neo
- 77 Airbus A321-200
- 30 Airbus A330-200
- 23 Airbus A330-300
- 7 Airbus A350-900
- 40 Boeing 737-700
- 111 Boeing 737-800
- 3 Boeing 737 MAX 8
- 20 Boeing 777-300
- 3 Boeing 787-9

Totaal: 566 toestellen

### Bestellingen
- 14 Airbus A320neo
- 2 Airbus A350-900
- 2 Boeing 737 MAX 8

## Ongelukken
- Op 15 augustus 1989 stortte een Antonov An-24 bij het opstijgen neer na een storing van de rechter motor. Het vliegtuig voerde China Eastern Airlines-vlucht 5510 van Shanghai naar Nanchang uit. Van de 40 mensen aan boord kwamen 34 om het leven.
- Bij het uitvoeren van China Eastern Airlines-vlucht 5398 van Shenzhen naar Fuzhou op 26 oktober 1993 schoot bij landing in Fuzhou de McDonnell Douglas MD-82 door op de landingsbaan na een mislukte poging een doorstart te maken. Twee van de tachtig inzittenden kwamen om.
- Op 21 november 2004 stortte China Eastern Airlines-vlucht 5210 van Baotou naar Shanghai een minuut na vertrek neer in Binnen-Mongolië. Alle 53 inzittenden van de Bombardier CRJ200 kwamen om, evenals twee mensen op de grond.
- Op 21 maart 2022 stortte China Eastern Airlines-vlucht 5735, die uitgevoerd werd met een Boeing 737, neer in bergachtig gebied ten zuidoosten van de stad Wuzhou in de regio Guangxi. Het vliegtuig was onderweg van Kunming naar Guangzhou. Geen van de 123 passagiers en 9 bemanningsleden overleefde het ongeluk.[4]